# Yemenia
Yemenia - Yemen Airways (Arabisch: الخطوط الجوية اليمنية, al-Chuṭūṭ al-dschawwiyya al-yamaniyya) is de nationale luchtvaartmaatschappij van Jemen, met als basis Sanaa. Het voert zowel nationale als internationale vluchten uit naar meer dan 30 bestemmingen in Afrika, het Midden-Oosten, Europa en Azië. De luchthaven is Sanaa Airport (SAH), met een hub op Aden Airport (ADE).

## Codes
- IATA-code: IY
- ICAO-code: IYE
- Callsign: Yemeni

## Geschiedenis
Yemenia is opgericht in 1954 als Yemen Airlines. In 1961 werd de maatschappij gereorganiseerd tot Yemen Airways. Vanaf 1967 tot 1972 werd de naam gewijzigd in Yemen Arab Airlines en werkte ze samen met United Arab Airlines. Na de nationalisatie in 1972 werd de naam Yemen Airways tot 1978 waarna de naam Yemenia werd ingevoerd.
De luchtvaartmaatschappij is voor 51 procent in handen van de overheid van Yemen en voor 49 procent in de handen van de overheid van Saudi-Arabië.

## Bestemmingen (juli 2007)

### Binnenland
Aden, Al Ghaydah, Hodeidah, Riyan Mukalla, Sanaa, Seiyun, Socotra en Taiz.

### Internationaal
Abu Dhabi, Addis Abeba, Amman, Asmara, Bahrein, Beiroet, Caïro, Damascus, Djibouti, Doha, Dubai, Frankfurt, Jakarta, Jeddah, Khartoem, Koeweit, Kuala Lumpur, Londen, Marseille, Moroni, Mumbai, Parijs, Riyad en Rome.

## Incidenten
1. Een Boeing 737-200 ging verloren op de Khartoum International Airport, in Khartoum, Soedan op 26 juni 2000.
2. Een andere Boeing 727-200 werd gekaapt op Djibouti-Ambouli International Airport, in Djibouti, Djibouti op 21 januari 2001
3. Een Boeing 727-200 ging verloren op Asmara International Airport, in Asmara, Eritrea op 1 augustus 2001 (er vielen geen slachtoffers bij deze drie incidenten).[2]
4. Op 30 juni 2009 stortte een Airbus A310, met vluchtnummer IY626 neer kort voor de landing, nabij de Comoren.[3][4]

## Vloot
De vloot van Yemenia bestaat uit (juli 2016):
- 2 Airbus A310-300
- 2 Airbus A320-200